# Legión de Guerrilleros Mexicanos
La Legión de Guerrilleros Mexicanos —popularmente conocida como el «ejército de charros»— fue una milicia civil organizada en México en 1942 por el teniente coronel revolucionario y dirigente charro Antolín Jiménez Gamas para preparar la defensa del territorio ante una eventual invasión de las Potencias del Eje durante la Segunda Guerra Mundial. 
Las cifras reportadas en prensa y fuentes secundarias oscilan entre 100 000 y 150 000 voluntarios distribuidos en unos 250 puntos del país. Aunque nunca entraron en combate real, su papel fue principalmente simbólico, organizativo y de entrenamiento cívico-militar.

## Contexto
México declaró la guerra a Alemania, Italia y Japón el 28 de mayo de 1942 tras el hundimiento de los petroleros Potrero del Llano y Faja de Oro a manos de submarinos alemanes. El hecho marcó un punto de inflexión en la política mexicana, que hasta entonces había mantenido neutralidad. En este marco, se impulsaron medidas de defensa civil, programas de producción estratégica y una cooperación más estrecha con los Aliados. La amenaza de una invasión al continente americano —difundida por la propaganda y temida por los gobiernos— sirvió como catalizador para organizar grupos voluntarios de defensa territorial en varias naciones. En México, este movimiento encontró en la charrería un vehículo ideal para combinar tradición, identidad cultural y patriotismo.  

## Fundación y organización
La legión fue promovida por Antolín Jiménez, entonces dirigente de la Asociación Nacional de Charros y veterano de la Revolución. Contó con beneplácito gubernamental y respaldo de círculos políticos para coordinar agrupaciones de charros como reserva territorial. Se organizaban reuniones dominicales donde se practicaban tácticas básicas, disciplina militar y movilización ecuestre, aprovechando la destreza de los charros en cabalgaduras y manejo de armas. La iniciativa buscaba no solo la defensa material, sino también reforzar un discurso nacionalista en un momento de incertidumbre internacional.

## Tamaño y despliegue
La cifra de integrantes varía según las fuentes, con estimaciones de entre 100 000 y 150 000 hombres enlistados. Se reportó la existencia de aproximadamente 250 puntos de reunión y adiestramiento distribuidos en estados clave como Puebla, Jalisco, Hidalgo y el Valle de México. Sin embargo, no hay evidencia documental de que hayan sido desplegados en situaciones de combate ni de que existieran planes operativos concretos. Su función principal fue la de disuasión y cohesión social, transmitiendo la idea de que el pueblo estaba listo para defender su soberanía.

## Relación con el Escuadrón 201
La participación militar mexicana en operaciones bélicas efectivas recayó en el Escuadrón 201 de la Fuerza Aérea Expedicionaria Mexicana, que combatió en Filipinas en 1945. En contraste, la legión de charros no fue enviada al frente ni participó en campañas exteriores. Su existencia complementó simbólicamente la decisión del Estado mexicano de unirse a los Aliados, sirviendo de apoyo moral en el frente interno.

## Recepción y legado
La historia de la legión fue redescubierta y difundida por el documental Matria (2014), de Fernando Llanos, que recuperó materiales familiares, fotografías y archivos sobre Jiménez y la organización. La narrativa popular suele magnificar sus números y atribuirles un potencial militar que nunca se puso a prueba, mientras que la historiografía coincide en que su papel fue fundamentalmente defensivo, cultural y simbólico.  
En el imaginario colectivo, la Legión de Guerrilleros Mexicanos representa un episodio singular de la Segunda Guerra Mundial en México: una movilización patriótica que combinó identidad cultural, tradición ecuestre y compromiso cívico en tiempos de amenaza global.